# Skeritt (Familie)

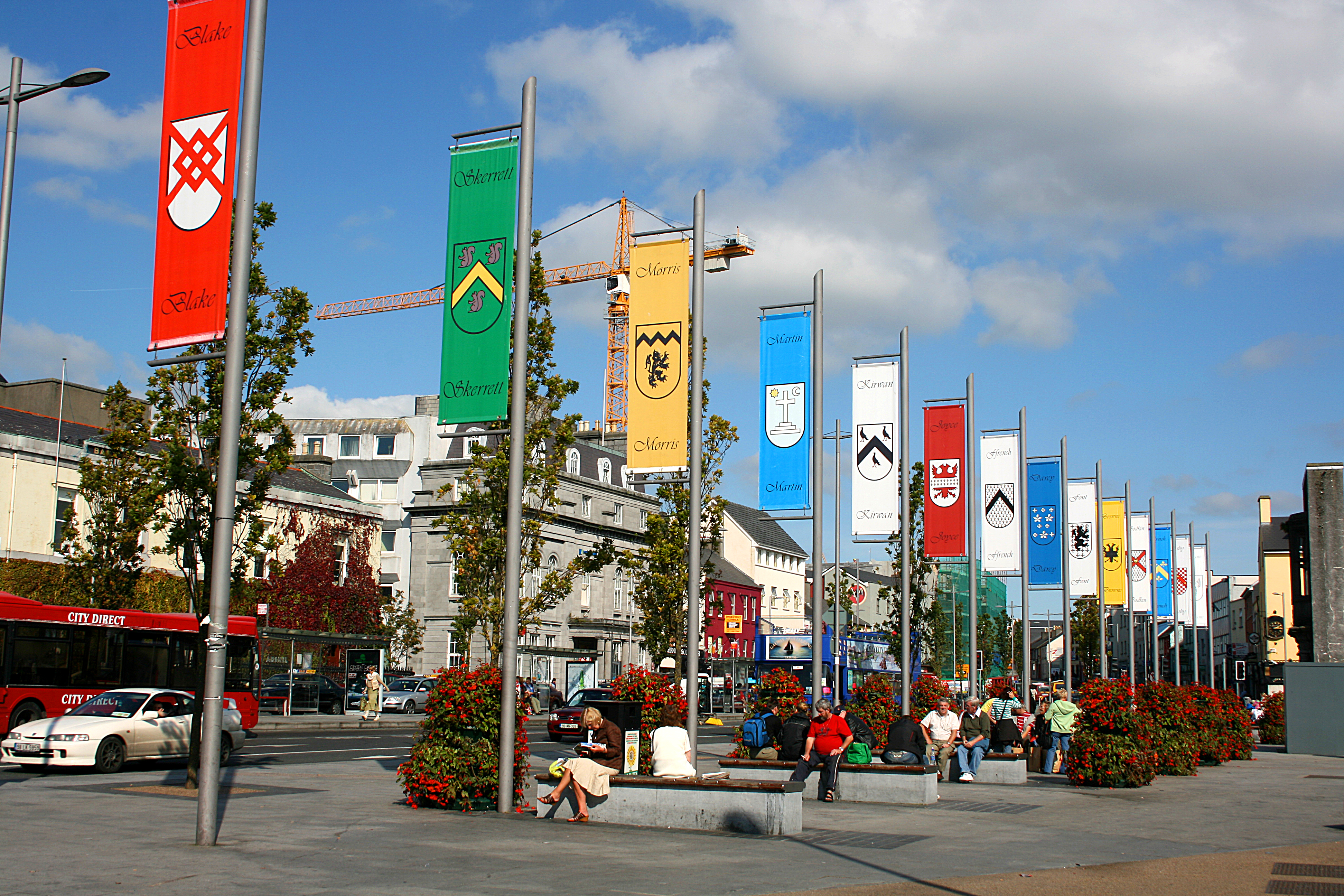
Die Fahnen der Tribes am Eyre Square

Die Familie Skeritt ist eine jener ursprünglich anglo- bzw. cambro-normannischen Familien, die die Stämme von Galway (englisch Tribes of Galway) genannt werden und über Jahrhunderte die Stadt und das Umland im irischen County Galway beherrschten. 
Unter Richard de Burgh (1194–1243) kam die Familie in Connacht zu Landbesitz. Die Vorfahren der Skeritt, mit Namen Huscared sind seit dem Jahre 1242 in der Region belegt und hatten Besitz im County Clare und in Ballinduff, Drungriffin und Nutgrove. Sie leiten ihre Herkunft von einer englischen Familie ab. Roger Huscared oder Scared wird in Dugdale als Richter erwähnt. Im 14. Jahrhundert wurden sie eine der 14 mächtigen Familien in der Stadt Galway. 
Ein Walter Huscared und seine Frau Johanna sind unter den wichtigsten Gönnern des Klosters von Athenry verzeichnet. Ihr Sohn Richard Skeret ist im Jahre 1378 in der Stadt Galway in führender Position bezeugt. Ihm gehörte Besitz in Ardfry, in Mearuidhe und Ländereien in Claregalway, wo er ein Stück Land für den Bau des Klosters abtrat. 
Einige dieser Ländereien sind noch heute im Besitz seiner Nachkommen. Mitglieder der Familie leben in Ballinduff, Carnacrow, Drumgriflin und Nutgrove im County Galway und in Finvarra und Funchien im County Clare. 
Ein Kreisverkehr in Galway ist nach der Familie benannt.